# Bubi, mein Favorit
Bubi, mein Favorit ist der deutsche Titel des One-Step „Swanee“, dessen Melodie George Gershwin 1918 komponierte. Die deutsche Fassung mit Worten von Paul Preil wurde 1920 in Deutschland bei Bosworth & Co. in Leipzig veröffentlicht.

## Hintergrund
Der Schlager wurde, nachdem ihn 1919 in Amerika der Entertainer Al Jolson in seiner Show „Sindbad“ aus der Taufe gehoben hatte, 1920 auch in Deutschland bekannt. In Berlin spielten den One-step das Society-Orchester von Marek Weber für Lindströms Parlophon-Label, die Jazz Band “Original Piccadilly Four” für Anker (1026, Matr. 2746) und Homokord (16 199) und auch der Jazzpionier Eric Borchard, noch unter seinem Pseudonym Eric Concerto, mit seiner Yankee Jazz Band für die Leipziger „Polyphon“ auf die Grammophonplatte. Dort nahm ihn auch der „Kapellmeister Stern mit seiner Künstlerkapelle vom Hotel Adlon, Berlin“ unter dem deutschen Titel „Bubi, mein Favorit“ auf. Ebenfalls unter diesem Titel spielten ihn für die gerade gegründete Berliner Firma Vox sowohl deren „Vox“ Tanz-Orchester als auch die von dem Russen Boris Romanoff geleitete Romanoffs Jazz Band in den Aufnahmetrichter. Für Odeon spielte ihn das Orchester des Palais de Danse unter Leitung des Kapellmeisters Carl Rosenthal, auf Beka war er vom Orchester J. Schura Polischuk zu hören.
Auch als Notenrolle für elektrische Klaviere, ja sogar für die mechanische Zither »Triola« war der Titel zu haben.
Noch nach dem Zweiten Weltkrieg spielte ihn der Trompeter Kurt Hohenberger mit seinen Solisten für das Label "Amiga" ein.
Text von Paul Preil:
Hallo! In Grunewald heut' Rennen,

Entzückt sind alle Mägdelein.

Erst die Lisett', dann die Marlett;

Edith und auch Jeanett'.

Nicht eine will zu Hause bleiben,

ein Jockey nur trägt da die Schuld,

weil man ihn kennt, sein Reittalent, 

Lobt man ihn permanent.
Refrain:
Swanee, du mein kleiner, du mein feiner,

Hab mich doch lieb, bei allem, was geschieht,

Sei du mein Favorit, nur einmal, zweimal, dreimal!

Swanee, du mein kleiner, du mein feiner, wie bist du süss,

In Wien, Berlin und auch Paris!

Swanee, Swanee, 

Bubi, Bubi, hopp, hopp, hopp mein Pferdchen

Heissa und hoppla, hoppla,

Swanee, Swanee

Bubi, Bubi, mein Favorit!

Ganz gleich aus welchem stall die Pferde,

Er bringt ganz sicher Platz und Sieg,

Wenn er so flitzt, sein Auge blitzt,

Und fest im Sattel sitzt.

Wie puppern da die Mädchenherzen,

Doch ist der Bubi gut trainiert,

kennt jedes Pferd, liebt jeden Flirt,

Weshalb man ihn verehrt. 

Refrain: Swanee, du mein kleiner usw.
Fast alle kennen seinen Namen,

Man merkt Bewegung auf dem Turf,

Wenn er beim Start, rassig, apart

Ist man in ihn vernarrt.

Er liebt zumeist die jungen Traber,

das Rennen wie das Liebesspiel,

Peitsche und Sporn, legen nach vorn,

So nimmer er 'n Sieg auf's Korn.
Refrain: Swanee, du mein kleiner usw. 

## Notenausgaben
- Swanee. Bubi, mein Favorit ! Onestep-Lied. Worte von Paul Preil. Musik von George Gershwin. Bosworth & Co. Leipzig-Wien-Zürich 1920. Titelillustration: Mann, als Jockey gekleidet, hält vier Frauen am Zügel.
- Swanee (Bubi, mein Favorit): „Hallo! In Grunewald heut Rennen“. Onesteplied f. Orch. M 3. — f. Salonorch. M 2,40. 8°. — f. Pfte bearb. v. O. Bahlmann. M 2. — f. Mandquart. (Mand. III, Mandcello u. Pfte ad lib.) M 16. (V.-P.) — f. 1 Singst, m. Pfte. Leipzig: Bosworth [1920].[10]

## Tondokumente
- Anker Record No. 1026 (Matr. 2746) Swannee [sic]. One-step von George Gershwin. Jazz Band The Original Piccadilly Four.[11]
- Parlophon P. 1114-I (Matr. 2-2696) Swanee. One-step von George Gershwin. Orchester Marek Weber, aufgen. 23. Sept. 1920.
- Polyphon 30 530 (Matr. 155 at) Swanee. One-step von George Gershwin. Eric Concerto's Yankee Jazz Band, aufgen. Berlin, ca. Dez. 1920.
- Polyphon 50 176 / 100.312 (Matr. 114 av) Swanee (Bubi, mein Favorit), Onestep (Gershwin) Kapellmeister Stern mit seiner Künstlerkapelle vom Hotel Adlon, Berlin.
- Odeon A 71 773 (xBe 2248) Swanee (Bubi, mein Favorit), Onestep (Gershwin) Orchester des Palais de Danse, Leitung Kapellm. Carl Rosenthal, aufgen. Berlin, Sept. 1920.
- Beka B. 3194 (Matr. 30 842) Swanee (Bubi, mein Favorit), Onestep (Gershwin) Orchester J. Schura Polischuk, aufgen. 10. Februar 1920.
- Vox 01136 (Matr.  ?   ) Swanee (Bubi, mein Favorit), Onestep (Gershwin) „Vox“ Tanz-Orchester.
- Vox 1155 (Matr. 652 B) Swanee (Bubi, mein Favorit), Onestep (Gershwin) Romanoffs Jazz Band.

### Notenrollen
- Duo Art #1649 Swanee from “Sinbad”: Gershwin. One-step in F minor played by George Gershwin
- rollo de 88 notas, marca „Diana“ #862, numerado al dorso 06031
- QRS #1049 standard 88-note roll played by Max Kortlander, copyrighted in 1919.[12]